# 十八蝴蝶
十八蝴蝶是一种中国浙江省永康市的传统舞蹈，2008年列入中国国家级非物质文化遗产。

## 历史
十八蝴蝶起源于原永康县高镇村，由民间艺人王春山于1946年结合放风筝的民俗与舞蹈创制，被村民用于上方岩山参加方岩庙会，祭拜当地民间信仰人物“胡公”时的欢庆表演节目。后来在不断地改进完善，成为雅俗共赏的舞台舞蹈。

## 形式
整套十八蝴蝶由二十位年轻女子扮演，两人饰花神，十八位饰蝴蝶。饰演蝴蝶的姑娘背上以竹蔑或细铅丝扎制五彩蝴蝶翅膀。在蝶翅与蝶身上镶上连接用的羊眼螺丝钉，后改用海绵。演员着装安纶质地的紧身连衣连裤制成的舞服，伴着音乐起舞。

## 荣誉
- 1957年春参加浙江民间音乐舞蹈观摩演出，获一等奖。
- 1959年参加浙江省音乐舞蹈会，获表演奖，参加杭州“五一”化妆游行。
- 1984年10月参加“中日青年联欢”演出和游行。[3]
- 1993年荣获中华人民共和国文化部“群星奖”银奖。
- 1997年参加法国第29届桑特国际民间艺术节。
- 1998年参加第6届亚洲艺术节。[1]